# Danmarks Biblioteksforening
Danmarks Biblioteksforening (fork. DB; eng.: Danish Library Association) er en dansk interesseorganisation, der varetager de danske folkebibliotekers interesser over for det politiske system, samt søger at bidrage til samarbejde og erfaringsudveksling inden for området. 
Organisationen er udsprunget af foreningen Danmarks Folkebogsamlinger, som blev grundlagt i 1905. Danmarks Biblioteksforening blev stiftet i  1919 ved en sammenslutning af Danmarks Folkebogsamlinger med Dansk Biblioteksforening.
Danmarks Biblioteksforening er opbygget som en hovedforening samt en regional biblioteksforening for hver region. Danmarks Biblioteksforenings hovedmedlemsgruppe er kommunerne repræsenteret ved deres kulturpolitikere. Foreningens anden medlemsgruppe består af biblioteksfagligt personale, studerende og kulturinstitutioner.
Danmarks Biblioteksforening udgav 1919-2000  tidsskriftet Bogens Verden, som 1919-1996 var foreningens medlemsblad. I 1997 startede man tidsskriftet Danmarks Biblioteker som foreningens medlemsblad.